# Гун (титул)
Гун (кит. 公, пиньинь: gōng) — один из древнейших титулов в Китае, появившийся ещё во времена легендарного императора Яо. Существовал до последней монархической династии Цин. Приблизительно соответствует европейскому титулу «герцог» (великий князь).
Во времена династии Чжоу был высшим рангом знатности из пяти: гун, хоу, бо, цзы, нань.
Согласно «Мэнцзы» сановникам в ранге гун при династии Чжоу отводилось земли по сто ли с каждой из четырёх сторон. Титулом гуна обычно жаловал император, однако во времена династии Хань в административном аппарате имелись три придворные должности, заступив на любую из которых, человек сразу получал титул гуна. При Ранней Хань этими чиновниками были да-сы-ма (военный министр), да-сы-ту (министр образования) и да-сы-кун (смотритель государственных вод и земель). При Поздней Хань — тай-вэй (главнокомандующий армией), да-сы-ту и да-сы-кун.
В минское и цинское время глава рода Конфуция в каждом поколении носил титул Яньшэн-гун (衍圣公), и являлся феодальным правителем Цюйфу.